# Ponte Alta do Tocantins
Ponte Alta do Tocantins là một đô thị thuộc bang Tocantins, Brasil. Đô thị này có diện tích 6491,089 km², dân số năm 2007 là 6569 người, mật độ 1,01 người/km².